# Niccolò Guicciardini
Niccolò Guicciardini Corsi Salviati (Firenze, 28 maggio 1957) è uno storico della scienza italiano.
Professore all'Università di Milano, è noto per i suoi studi su Isaac Newton.

## Biografia
Guicciardini ha studiato Filosofia all'Università di Milano, laureandosi nel 1982. Ha ottenuto il Ph.D. in storia delle scienze nel 1987 con Ivor Grattan-Guinness
all'università del Middlesex, con una tesi sulla ricezione del metodo d'analisi di Newton (la teoria delle flussioni) dal titolo «The development of the Newtonian calculus in 18C Britain». Si è quindi laureato in Fisica a Milano nel 1992. 
È stato ricercatore all'Università di Bologna (1992 - 2001). Quindi professore associato a Siena (2001 - 2006) e a Bergamo (2007 - 2018).  Dal 2019 è professore ordinario all'Università di Milano.  È membro del Clare Hall College dell'università di Cambridge ed è stato invitato come docente al Caltech (Mellon Visiting Professor) e all'Università Paris-Diderot. 
Nel 2011 ha vinto il Fernando Gil International Prize for the Philosophy of Science.

## Opere principali
- The development of Newtonian calculus in Britain, 1700-1800, Cambridge University Press, 1989 (paperback 2003).
- Reading the Principia - The debate on Newton's mathematical methods for natural philosophy from 1687 to 1736, Cambridge University Press, 1999 (paperback 2003).
- Isaac Newton on mathematical certainty and method, MIT Press, 2009 (paperback 2011).
- Newton - Un filosofo della natura e il sistema del mondo, Le Scienze, 1998 (traduzioni in tedesco, francese, spagnolo, portoghese, olandese).
- Newton, Carocci, 2011 (traduzione inglese per Reaktion Books, 2018).